# Пеппин, Мэри
Мэри Пеппин (англ. Mary Peppin; 30 декабря 1912, Марстон-Магна, графство Сомерсет — 8 августа 1989, Ипсуич) — британская пианистка и музыкальный педагог. Сестра-близнец Джеральдин Пеппин.
Дочь деревенского викария Джералда Пеппина и его жены Маргарет, талантливой пианистки, которой в 1901 году было отказано в приёме в Королевскую академию музыки потому, что она девушка; все свои музыкальные способности Маргарет Пеппин употребила на музыкальное воспитание своих дочерей. Затем Джеральдин и Мэри Пеппин учились у Мэйбл Лэндер и в 1930 году дебютировали в Лондоне как фортепианный дуэт, привлекая к себе широкое внимание благодаря практической неразличимости. Дуэтная работа сестёр Пеппин продолжалась долгие годы — для них, в частности, написаны «Три чёрные пьесы для белых касаний» Константа Ламберта (1949). Алан Роусторн написал для сестёр каденцию к моцартовскому двойному концерту K. 365 и сюиту для двух фортепиано «Левой, левой» (англ. Left, Left; 1940, переложение пяти революционных песен).
В послевоенные годы преподавала в Гилдхоллской школе музыки.